# Царевци (Тырговиштская область)
Царевци (болг. Царевци) — село в Болгарии. Находится в Тырговиштской области, входит в общину Омуртаг. Население составляет 65 человек (2022).

## Политическая ситуация
Кмет (мэр) общины Омуртаг — Неждет Джевдет Шабан (Движение за права и свободы (ДПС)) по результатам выборов в правление общины.